# Circuit du Balaton Park
Le circuit du Balaton Park est un circuit de course automobile de 4,115 km situé près de Balatonfőkajár, en Hongrie, à 85 km au sud-ouest de Budapest. Conçu pour accueillir des courses régionales et internationales, il a ouvert ses portes en mai 2023.

## Histoire

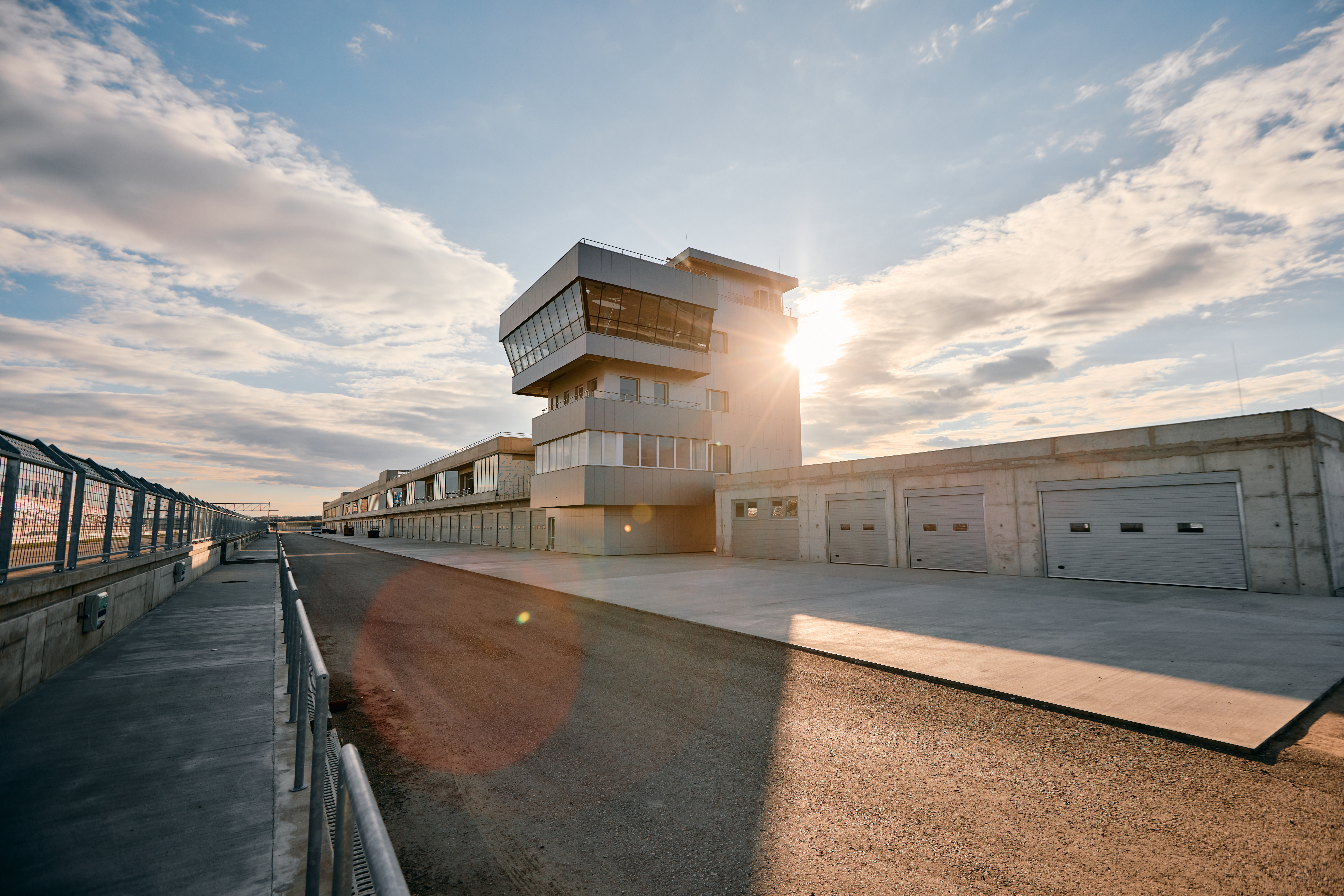
Balaton Park Circuit – Pitlane

La phase principale de construction du Balaton Park débute en 2019. Le circuit appartient à un groupe privé d'investisseurs dirigé par l'ancien pilote de course Chanoch Nissany. Le projet a été financé par les fonds propres des investisseurs, sans l'intervention de banques ni de financement externe. Ce circuit est conçu pour être un ajout moderne à la scène des courses automobiles en Hongrie, complétant ainsi le circuit plus ancien et bien établi du Hungaroring.
En septembre 2023, il est annoncé que le circuit serait inclut au championnat du Monde de Superbike en 2024. De plus, il est désigné circuit de réserve pour le championnat du Monde de MotoGP la même année, avant le retour du Grand Prix de Hongrie de MotoGP au Hungaroring en 2025. Le 26 octobre 2023, il est confirmé que le circuit accueillerait sa première course du championnat du monde de Superbike du 23 au 25 août 2024. Cependant, le 7 juin 2024, il est annoncé que l'étape du WorldSBK sur ce circuit serait remplacée par celle du Circuito do Estoril en raison des travaux en cours sur la piste. Le 19 septembre 2024, il est annoncé que le circuit accueillera à la fois le MotoGP et le Championnat du Monde Superbike en 2025. Le MotoGP doit s'y rendre en août 2025, tandis que le Superbike s'y rend en juillet. Pour ces courses moto, des modifications importantes sont apportées au circuit. Les virages 6 et 7, au lieu d’être un virage à double apex, seront transformés en deux sections en forme de "dogleg" avec une ligne droite reliant les deux. Une chicane remplacera le "dogleg" du virage 11, et un virage serré à gauche (virage 13) sera relié à un virage droit serré (virage 14), puis à un virage gauche (virage 15), garantissant que les murs seront éloignés du circuit. Ce redesign a été réalisé par Loris Capirossi.

## Conception et installations
Le circuit du Balaton Park a été conçu et construit selon les normes de la FIA de catégorie 1, obtenant initialement une licence de catégorie 2. Le tracé est équipé de barrières Tecpro et de la technologie la plus récente de "MyLaps", incluant des systèmes GPS, des panneaux LED et des systèmes de chronométrage.
Le circuit a une longueur de 4,115 km et sa largeur varie entre 12 et 15 mètres. Il comprend 16 virages, dont six à droite et dix à gauche, dans son unique tracé. Les installations du circuit incluent 48 garages pour les équipes, des zones VIP et salons, un centre de presse, un centre médical, ainsi que deux zones supplémentaires pour les paddocks de support. Pour la saison 2025 du championnat du monde de MotoGP et de Superbike, un nouveau tracé est créé spécifiquement pour les courses de motos.

## Evènements
Actuels
- Juin: Porsche Sprint Challenge d'Europe Centrale
- Juillet: Championnat du monde de Superbike, Championnat du monde de Supersport, FIM Women's Circuit Racing World Championship
- Août: Grand Prix moto de Hongrie, ePrix de Hongrie de MotoE
- Septembre: TCR Eastern Europe Trophy, ESET Cup Series

Anciens
- Ferrari Challenge Europe (2024)
- Championnat d'Europe centrale de Formule 4  (2023–2024)
- Histo-Cup Autriche (2024)
- TCR European Endurance Touring Car Series (2024)

## Record du tours
À partir de juin 2024, les records officiels des tours les plus rapides sur le circuit de Balaton Park sont les suivants :
| Categorie                             | Temps                                 | Pilote                                | Vehicle                                        | Evènement                                        |
| Full Circuit: 4.115 km (2023–present) | Full Circuit: 4.115 km (2023–present) | Full Circuit: 4.115 km (2023–present) | Full Circuit: 4.115 km (2023–present)          | Full Circuit: 4.115 km (2023–present)            |
| ------------------------------------- | ------------------------------------- | ------------------------------------- | ---------------------------------------------- | ------------------------------------------------ |
| Ferrari Challenge                     | 1:34.466                              | Giacomo Altoè (en)                    | Ferrari 296 Challenge                          | 2024 Balaton Park Ferrari Challenge Europe round |
| GT3                                   | 1:34.919                              | Mateusz Lisowski (pl)                 | Mercedes-AMG GT3                               | 2024 Balaton Park FIA CEZ Endurance round        |
| Lamborghini Super Trofeo              | 1:36.760                              | Josef Záruba (cs)                     | Lamborghini Huracán LP 620-2 Super Trofeo EVO2 | 2024 Balaton Park FIA CEZ Endurance round        |
| LMP3                                  | 1:37.054                              | Miroslav Konôpka                      | Ligier JS P320                                 | 2023 Balaton Park FirstLap Cup                   |
| Formule 4                             | 1:37.546                              | Ethan Ischer                          | Tatuus F4-T421                                 | 2024 Balaton Park F4 CEZ Championship round      |
| Porsche Carrera Cup                   | 1:38.126                              | Hubert Darmetko                       | Porsche 911 (992) GT3 Cup                      | 2024 Balaton Park FIA CEZ Endurance round        |
| GT4                                   | 1:42.662                              | Richard Gonda (en)                    | BMW M4 GT4                                     | 2024 Balaton Park FIA CEZ Endurance round        |
| TCR Touring Car                       | 1:43.844                              | Attila Bucsi                          | Hyundai i30 N TCR (en)                         | 2024 Balaton Park TCR Eastern Europe round       |
| Renault Clio Cup                      | 1:54.384                              | Tomáš Pekar                           | Renault Clio R.S. V                            | 2024 Balaton Park Clio Cup Bohemia round         |
| Suzuki Swift Cup                      | 2:00.048                              | Balász Hartmann                       | Suzuki Swift 1.4 Turbo                         | 2024 Balaton Park FIA Swift Cup Europe round     |